# Gyrinus opacus
Gyrinus opacus là một loài bọ cánh cứng trong họ van Gyrinidae. Loài này được Sahlberg miêu tả khoa học năm 1819.

## Hình ảnh

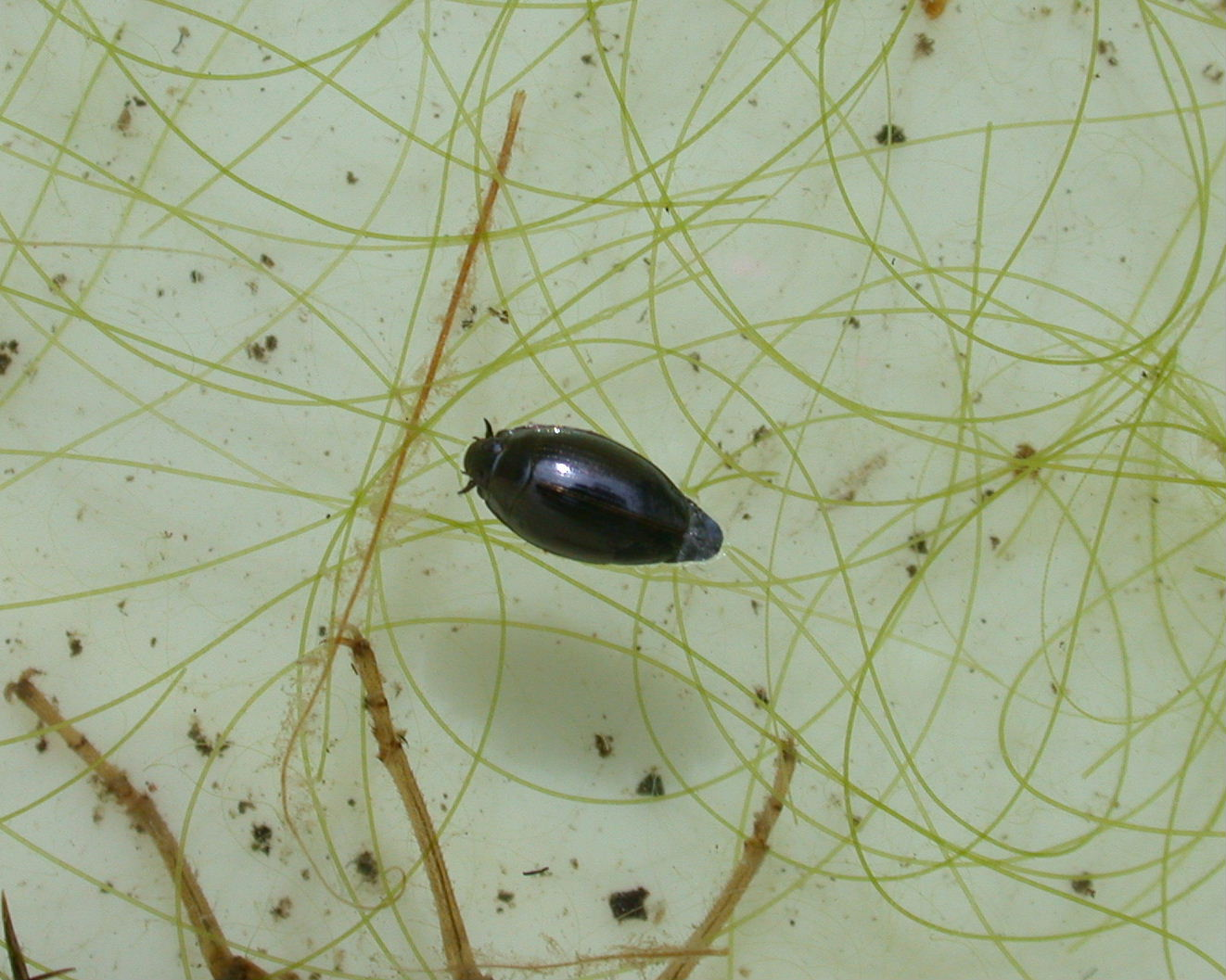
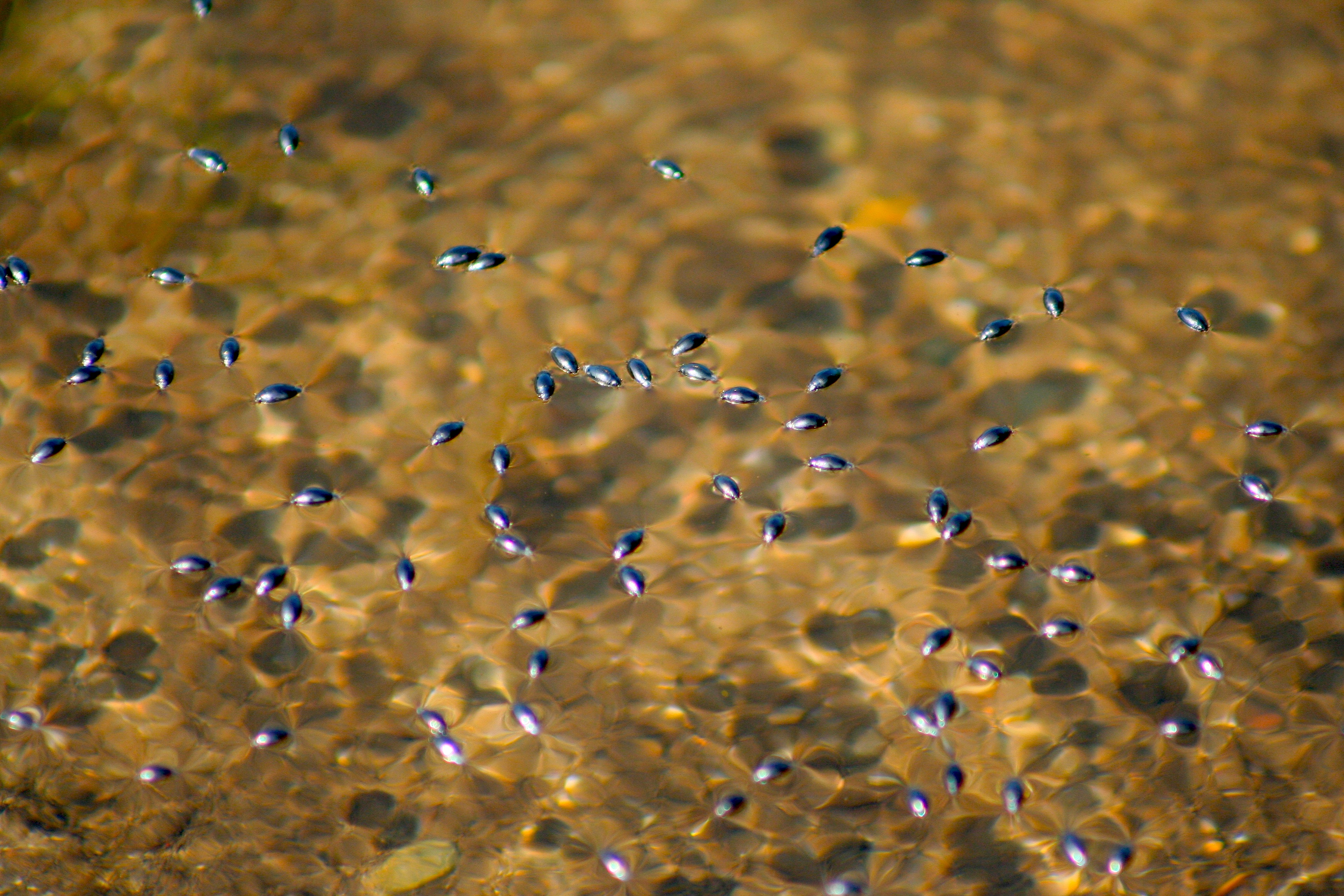
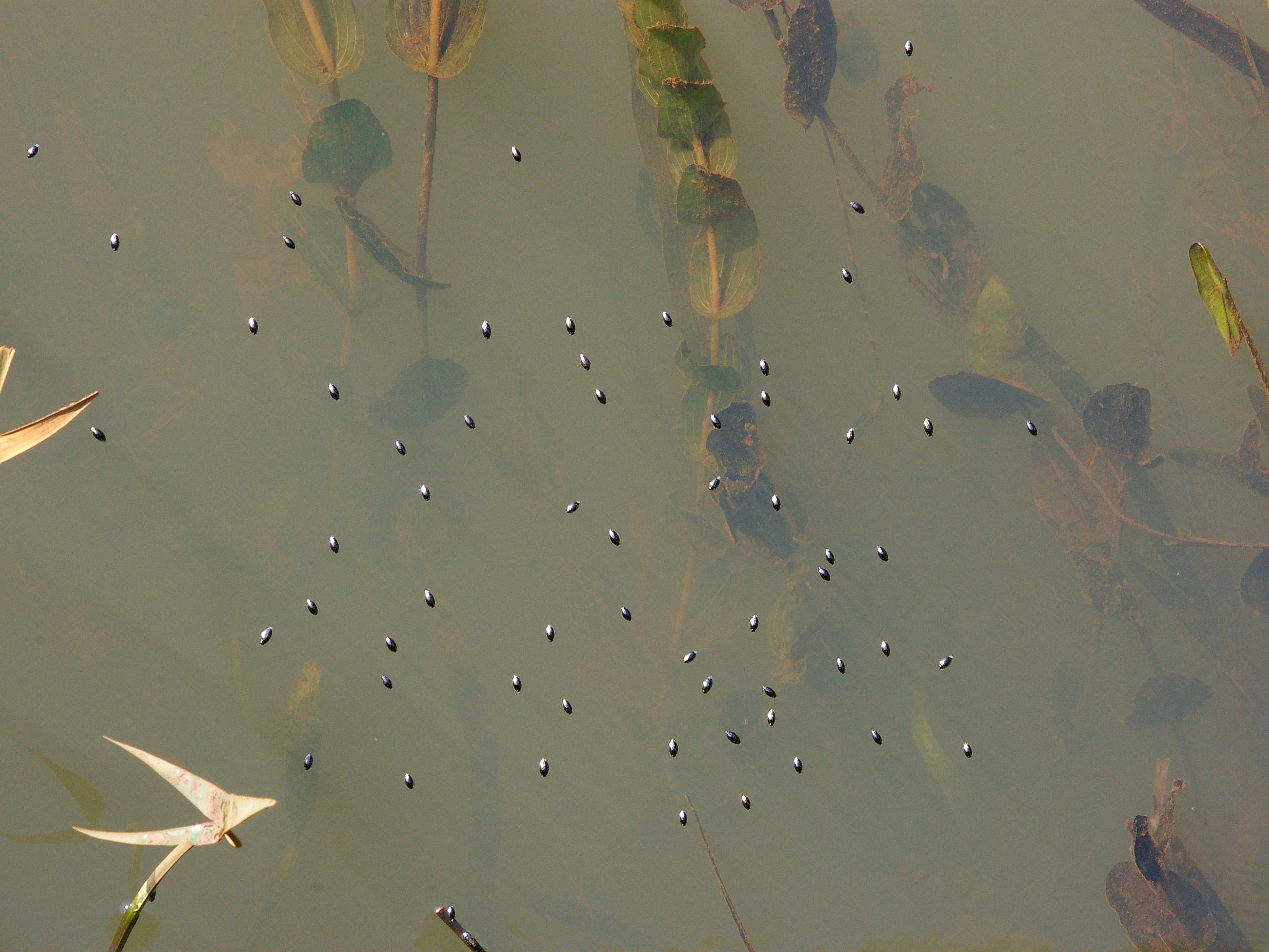
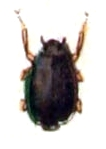